# Metaláty
Metaláty jsou komplexní anionty obsahující atom kovu navázaný na několik dalších atomů nebo malých skupin.
Kovem je obvykle některý z přechodných prvků a ligandem kyslík či jiný chalkogenid, případně kyanid (jsou však známy i metaláty s jinými ligandy). Chalkogenidové metaláty se, s rostoucím protonovým číslem chalkogenu, označují jako oxometaláty, thiometaláty, selenometaláty a telurometaláty; kyanidové metaláty se nazývají kyanometaláty.
K oxometalátům patří manganistany (MnO −
4 ), chromany (CrO 2−
4 ) a vanadičnany (Vo −
3 /VO 3−
4 ).
Mezi thiometaláty se řadí tetrathiovanadičnany (VS 3−
4 ), tetrathiomolybdenany (MoS 2−
4 ), tetrathiowolframany (WS 2−
4 ) a podobné ionty.
Ke kyanometalátům patří kyanoželezitany a kyanoželeznatany.
Pojem metaláty se také používá v bioanorganické chemii k popisu navazování atomů nebo iontů kovů na vazebná místa (bílkovin nebo syntetických ligandů).